# آختوبینکا
آختوبینکا (روسی: Ахтубинка) یک منطقهٔ مسکونی در روسیه است که در استان آستراخان واقع شده‌است.